# Zach Holdsworth
Zach Holdsworth (* 23. Juli 1997) ist ein australischer Leichtathlet, der sich auf den Sprint spezialisiert hat.

## Sportliche Laufbahn
Erste internationale Erfahrungen sammelte Zach Holdsworth bei den IAAF World Relays 2019 in Yokohama, bei denen er mit 39,05 s im Vorlauf der 4-mal-100-Meter-Staffel ausschied. Anschließend siegte er bei den Ozeanienmeisterschaften in Townsville in 39,36 s gemeinsam mit Jake Doran, Alex Hartmann und Jack Hale im Staffelbewerb. Daraufhin nahm er an der Sommer-Universiade in Neapel teil und schied dort mit 10,61 s in der ersten Runde im 100-Meter-Lauf aus und verpasste mit der 4-mal-400-Meter-Staffel mit 3:11,23 min den Finaleinzug.

## Persönliche Bestzeiten
- 100 Meter: 10,36 s (+1,5 m/s), 6. April 2019 in Sydney
- 200 Meter: 21,24 s (0,0 m/s), 10. März 2019 in Sydney